# 宗教經典
宗教经典（英語：或）是被各个宗教分别视为具有神圣性，一般在宗教教义和实践中具有中心地位的典籍，佔了世界文獻的一大部分。很多宗教和新紀元運動相信他們的神聖文獻是由神或超自然力量所啟示。多數古代的宗教文獻起初是口傳，通過背誦而流傳，其後才輯錄成書。這些宗教文獻最初全都是人手編寫的，再通過傳抄方式流傳。直到公元868年，佛教的《金剛經》成為第一本可以廣為分發的印刷版本經籍。至於全世界印刷出版數量最多和譯本最多的經書是《聖經》。

## 列表

### 儒家/儒教/孔教
- 《五经》：包括《诗经》、《尚书》、《儀礼》、《易经》、《春秋》
- 《四书》：包括《大学》、《論語》、《孟子》、《中庸》
- 《十三經》：《诗经》、《尚书》、《易经》、《春秋左傳》、《公羊傳》、《穀梁傳》、《論語》、《孟子》、《禮記》（含〈大學〉、〈中庸〉）、《周禮》、《儀礼》、《孝經》、《爾雅》（加《大戴禮》為十四經）

### 猶太教
- 希伯来圣经《塔納赫》
- 《塔木德》
- 《米德拉什》

### 基督教
- 《聖經》——《舊約》、《新約》
- 信經（Creed or Articles of Faith）
- 教義問答（Catechism）

#### 耶穌基督後期聖徒教會
- 《舊約》、《新約》
- 《摩門經》

### 瑣羅亞斯德教
- 《波斯古經》

### 伊斯蘭教
- 《古蘭經》
- 聖訓

### 印度教
- 《吠陀》
- 《奧義書》

### 佛教

#### 漢傳佛教
以《大藏經》收錄的各種佛教經籍為主。
- 大乘佛經：《法華經》、《華嚴經》、《楞嚴經》、《心經》、《金剛經》、《維摩詰所說經》、《楞伽經》
- 大乘經論：《大智度論》、《瑜伽師地論》、《大乘起信論》
- 禪宗：《六祖壇經》
- 淨土法門：《淨土五經一論》

#### 上座部佛教
以《巴利文大藏經》收錄的各種佛教經籍為主。
- 《阿含經》
- 《法句經》
- 《清淨道論》

### 道教
以《道藏》收錄的各種道教經籍為主。
- 洞真部：《度人經》、《陰符經》、《高上玉皇本行集經》、《心印經》
- 洞玄部：《黃庭經》
- 洞神部： 《道德經》、《南華經》、《清靜經》、《西昇經》
- 丹書：《悟真篇》、《參同契》
- 《功課經》
- 《雲笈七籤》

### 華人民間信仰/民間宗教/秘密宗教
廟宇印發的各種善書，數量龐大，提倡儒家忠孝節義的人倫道德，神明賞善罰惡，天理昭彰，以及佛道教因果報應，行善積福的思想
- 三聖經：《太上感應篇》、《文昌帝君陰騭文》、《關聖帝君覺世真經 （页面存档备份，存于）》
- 其它各神明經書，諸如：《天上聖母經》、《玄天上帝金科玉律》、《太陽星君真經》、《太陰星君真經》、《城隍明道經》、

《玉歷寶鈔》等等。
- 民間宗教/秘密宗教經書：羅教《五部六冊》；一貫道《彌勒救苦經》；

### 神道教
沒有正式經籍，神話收集在《古事記》、《日本書紀》

### 錫克教
- 《古魯·格蘭特·薩希卜》

### 東巴教
- 東巴经

### 巴哈伊信仰
- 四谷經
- 七谷經
- 亞格達斯經
- 篤信經
- 隱言經